# زوي كرافيتز
زوي إيزابيلا كرافيتز (بالإنجليزية: Zoë Isabella Kravitz)‏ هي ممثلة ومغنية وعارضة أزياء أمريكية ولدت في يوم 1 ديسمبر 1988 في مدينة لوس أنجلوس في كاليفورنيا في الولايات المتحدة، زوي هي ابنة المغني ليني كرافيتز والممثلة ليزا بونيه، مثلت في عدة أفلام منها فيلم لا يوجد حجوزات في سنة 2007 وفيلم الشجاعة في سنة 2007 وفيلم رجال-إكس: الدرجة الأولى في سنة 2011 وفيلم بعد الأرض في سنة 2013 وفيلم ماد ماكس: فيوري راود في سنة 2015، كما مثلت في مسلسل كاليفورنيكايشن، وفي سنة 2014 بدأت تجربتها بالغناء وأصدرت ألبوم بعنوان Lolawolf.

## روابط خارجية
- زوي كرافيتز على موقع IMDb (الإنجليزية)
- زوي كرافيتز على موقع ميتاكريتيك (الإنجليزية)
- زوي كرافيتز على موقع الموسوعة البريطانية (الإنجليزية)
- زوي كرافيتز على موقع روتن توميتوز (الإنجليزية)
- زوي كرافيتز على موقع مونزينجر (الألمانية)
- زوي كرافيتز على موقع قاعدة بيانات الأفلام العربية
- زوي كرافيتز على موقع ألو سيني (الفرنسية)
- زوي كرافيتز على موقع ميوزك برينز (الإنجليزية)
- زوي كرافيتز على موقع أول موفي (الإنجليزية)
- زوي كرافيتز على موقع قاعدة بيانات الأفلام السويدية (السويدية)